# Agabiusz z Novary
Agabiusz (zm. 440/447) – pierwszy wg. innych źródeł drugi (po Gaudentym z Novary) biskup Novary, do której przybył około 420 roku.
W ikonografii przedstawiany jest w stroju biskupim z atrybutami kapłańskiej i biskupiej posługi kielichem z hostią i trybularzem.